# Woodlawn-Oakdale
Woodlawn-Oakdale est une census-designated place située dans le comté de McCracken, dans l’État du Kentucky, aux États-Unis. Lors du recensement de 2000, elle comptait 4 937 habitants. Woodlawn-Oakdale fait partie de l’agglomération de Paducah.

## Source
- (en) Cet article est partiellement ou en totalité issu de l’article de Wikipédia en anglais intitulé « Woodlawn-Oakdale, Kentucky » (voir la liste des auteurs).